# The pitbulls
A The pitbulls (magyar jelentése: A pitbullok) címmel megjelent lemez a híres reggaetón duó, Alexis & Fido debütáló albuma, mely 2005. november 15-én jelent meg.

## Az album
Az AllMusic értékelése: 
A duó első albuma meglepően sikeres volt a toplistákon: a negyedik helyen debütált a Billboard Top Latin Albums listáján. Az albumból csak az Egyesült Államokban 200,000 példány talált gazdára. Debütáló kislemezük Eso ehh...!! címen jelent meg, és a Billboard Hot Latin Singles lista első tíz helyén maradt 10 egymást követő héten keresztül. Újonc létükre a duó olyan veterán reggaetón előadókkal dolgozott együtt, mint Héctor "El Father", Zion & Lennox, Baby Rasta és a Trébol Clan.
Az album 14 számot tartalmaz, melyeket a hallgató közel háromnegyed órán át élvezhet.

## Számlista
1. Bomba de tiempo – „Időbomba” (2:42)
2. Eso ehh...!! – „Ez ehh...!” (3:15)
3. El lobo – „A farkas” (featuring: Héctor "El Father" & Baby Ranks) (3:35)
4. Gelatina – „Zselatin” (2:44)
5. Sólo un minuto – „Csak egy perc” (4:19)
6. Agárrele el pantalón – „Kapaszkodj a nadrágba” (featuring: Zion & Lennox) (3:09)
7. Kumbiatón – „Kumbiaton” (3:36)
8. Perro caliante – „Tüzes kutya” (2:44)
9. Tú no sabes – „Te nem tudod” (3:28)
10. Salgan a cazarnos – „Vadásszanak ránk” (featuring: Trébol Clan) (3:32)
11. Tributo borincano – „Puerto Ricó-i tisztelgés” (featuring: Tony Sunshine & Mr. Phillip) (3:29)
12. No lo dejes que se apague – „Ne hagyd, hogy kialudjon” (2:45)
13. ¿Quién soy? – „Ki vagyok én?” (2:43)
14. El tiburón – „A cápa” (featuring: Baby Ranks) (2:43)